# Bundesverband Garten-, Landschafts- und Sportplatzbau
Der Bundesverband Garten-, Landschafts- und Sportplatzbau e. V. (BGL) ist ein deutscher Arbeitgeber- und Wirtschaftsverband. Er vertritt die Interessen des Garten-, Landschafts- und Sportplatzbaues auf Bundesebene und in Europa.

## Verband und Organisation
Der Verband zählt zwölf Landesverbände zu seinen Mitgliedern. In diesen sind rund 4.200 mittelständische Fachbetriebe des deutschen Garten-, Landschafts- und Sportplatzbaues (Stand: März 2025) organisiert.
- Verband Garten-, Landschafts- und Sportplatzbau Baden-Württemberg e. V.
- Verband Garten-, Landschafts- und Sportplatzbau Bayern e. V.
- Fachverband Garten-, Landschafts- und Sportplatzbau Berlin und Brandenburg e. V.
- Fachverband Garten-, Landschafts- und Sportplatzbau Hamburg e. V.
- Fachverband Garten-, Landschafts- und Sportplatzbau Hessen-Thüringen e. V.
- Fachverband Garten-, Landschafts- und Sportplatzbau Mecklenburg-Vorpommern e. V.
- Verband Garten-, Landschafts- und Sportplatzbau Niedersachsen-Bremen e. V.
- Verband Garten-, Landschafts- und Sportplatzbau Nordrhein-Westfalen e. V.
- Verband Garten-, Landschafts- und Sportplatzbau Rheinland-Pfalz und Saarland e. V.
- Verband Garten-, Landschafts- und Sportplatzbau Sachsen e. V.
- Verband Garten-, Landschafts- und Sportplatzbau Sachsen-Anhalt e. V.
- Fachverband Garten-, Landschafts- und Sportplatzbau Schleswig-Holstein e. V.

## Aufgaben
Der Verband informiert über Entwicklungen in der deutschen und europäischen Gesetzgebung und auf administrativer Ebene. Des Weiteren führt er Tarifverhandlungen und koordiniert übergreifende Belange der Landesverbände zur Existenzsicherung der Betriebe und Einsatz für faire Wettbewerbsbedingungen. Er gibt Unterstützung bei der Erschließung von neuen Arbeitsgebieten und führt Arbeitskreise zum Informations- und Erfahrungsaustausch unter  Landschaftsgärtnern durch. Hinsichtlich Öffentlichkeitsarbeit engagieren sich die Verbände in Pressearbeit, Publikationen und Veranstaltungen. Darüber hinaus wird alle zwei Jahre die Internationale Leitmesse für Urbanes Grün und Freiräume ausgetragen, die GaLaBau in Nürnberg ausgetragen, die 2024 zum 25. Mal stattfand.
Zu den weiteren Aufgaben und Leistungen der Verbände gehören:
- Engagement in der Nachwuchswerbung
- Mitgestaltung der Ausbildung von Jugendlichen und die Fort- und Weiterbildung der Fachkräfte
- Mitwirken bei einschlägigen Fachnormen und anderen Regelwerken
- Hilfe bei der Betriebsorganisation, bei der Rationalisierung von Ausschreibungen und Abrechnungen sowie bei der Betriebsausstattung
- Serviceleistungen
- Unterstützung bei der Vorbereitung und Veranstaltung von Bundes- und Internationalen Gartenschauen
- Vergabe des Signums des Berufsstandes und Überwachen seiner ordnungsgemäßen Anwendung

Die Mitgliedsbetriebe der Verbände sind in folgenden Arbeitsgebieten tätig:
- (gewerbliche) Außenanlagen
- private Hausgärten
- öffentliche Grünanlagen und Parks
- Friedhofsanlagen
- Grünmaßnahmen an Straßen, Schienen, Gewässern, Flugplätzen
- Firmengärten, gewerbliche Grünanlagen

- Freizeitanlagen wie Sport- und Spielplätze, Golfplätze, Reitplätze
- Bauwerksbegrünungen wie Dach-, Fassaden- und Innenraumbegrünung sowie Solar-Grün-Dächer
- Baumpflege
- Wasserbauliche Maßnahmen

## Signum
Das Verbandszeichen der Fachbetriebe des Garten-, Landschafts- und Sportplatzbaues, die sich in den Landesverbänden des BGL zusammengeschlossen haben, ist das Signum. Es ist in Deutschland und in den europäischen Ländern warenzeichenrechtlich und als Dienstleistungsmarke geschützt.
Zur Nutzung des Signums sind berechtigt:
- die ordentlichen Mitglieder der Landesverbände des BGL, sofern sie über mehrere Betriebsabteilungen verfügen ausschließlich die Betriebsabteilung Garten-, Landschafts- und Sportplatzbau bzw. Pflege,
- Arbeitsgemeinschaften, denen ausschließlich ordentliche Mitglieder der Landesverbände des BGL angehören.

## Vereinssitz

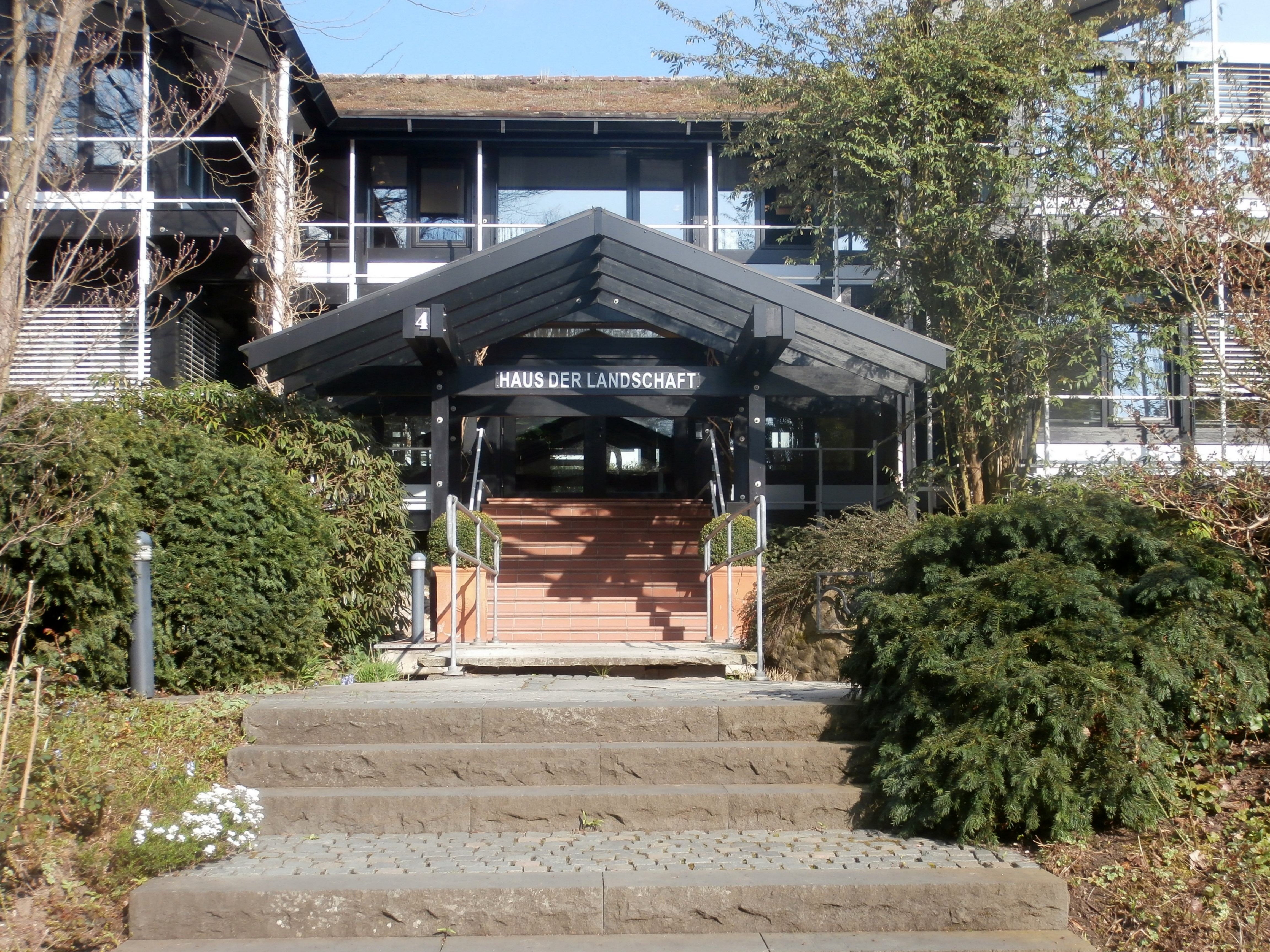
Haus der Landschaft in Bad Honnef (2014)

Der Bundesverband Garten-, Landschafts- und Sportplatzbau e. V. hatte seinen Sitz zunächst im Bonner Stadtbezirk Bad Godesberg im Andreas-Hermes-Haus. 1975 erwarb der Verband in Bad Godesberg ein eigenes Bürogebäude (Plittersdorfer Straße 93) und weihte es am 20. April 1976 als Haus der Landschaft ein. 1989 zog der BGL nach Bad Honnef in ein neues „Haus der Landschaft“ (Alexander-von-Humboldt-Straße 4) um.
Folgende weitere Organisationen des Garten-, Landschafts- und Sportplatzbaues haben ihren Sitz ebenfalls im Haus der Landschaft:
- Arbeitsgemeinschaft Qualitätsförderung im Garten-, Landschafts- und Sportplatzbau e. V. (ARGE)
- Ausbildungsförderwerk Garten-, Landschafts- und Sportplatzbau e. V. (AuGaLa)
- Einzugsstelle für die Winterbeschäftigungsumlage im Garten-, Landschafts- und Sportplatzbau (EWGaLa)
- European Arboricultural Council e. V. (EAC)
- GaLaBau-Service GmbH (GBS)
- Deutsche Rasengesellschaft
- Qualitätsgemeinschaft Baumpflege und Baumsanierung e. V. (QBB)